# Sweet Dreams (cântec de Beyoncé)
„Sweet Dreams” este un cântec al interpretei americane Beyoncé Knowles. El a fost inclus pe cel de-al treilea material discografic de studio al solistei, I Am... Sasha Fierce, lansat în noiembrie 2008. Compoziția a fost lansată ca cel de-al șaselea extras pe single al albumului în S.U.A. și cel de-al patrulea la nivel global, înlocuind balada „Broken-Hearted Girl”.
Piesa a beneficiat de un videoclip și de o campanie de promovare, ce a inclus o interpretare a sa pe scena premiilor MTV Europe Music Awards din anul 2009, unde artista a fost desemnată laureata a trei statuete. Scurtmetrajul — regizat de Adria Petty — a fost filmat în New York și a fost descris de About.com drept „un alt clasic Beyoncé”. De asemenea, compoziția a fost felicitată de critica de specialitate, recenzorii săi apreciind influențele de muzică electropop și comparând-o cu înregistrările lui Michael Jackson de pe discurile Thriller sau Bad.
Înregistrarea s-a bucurat de succes în ierarhiile muzicale din majoritatea țărilor unde a activat, reușind chiar să obțină primul loc în clasamentul național din Noua Zeelandă. De asemenea, „Sweet Dreams” a devenit un șlagăr de top 10 în Billboard Hot 100 și a câștigat poziționări importante atât în Australia, cât și în Europa, în prima regiune fiind cel mai bine clasat disc single de pe albumul I Am... Sasha Fierce. Compoziția și videoclipul adiacent i-au adus lui Knowles și o serie de distincții, printre care un premiu Music MP3 Awards și un trofeu OVMA World Awards.

## Informații generale și compunere
„Sweet Dreams” este unul dintre primele compuse pentru materialul I Am... Sasha Fierce, fiind încărcat pe internet în luna martie a anului 2008 sub numele de „Beautiful Nightmare”. Acesta a apărut în mediul online la doar o zi de la înregistrarea sa. În urma reacțiilor pozitive la adresa piesei, Knowles a postat un mesaj pe website-ul său oficial în legătură cu întregul incident, declarând: „Ieri, «Beautiful Nightmare», un cântec demonstrativ la care am lucrat pentru o posibilă includere pe următorul meu album a apărut pe unele website-uri. Aș dori să le mulțumesc tuturor fanilor mei pentru reacțiile pozitive la adresa cântecului, dar vreau să vă spun faptul că el nu este finalizat”. Unul dintre producătorii compoziției, Rico Love, a declarat pentru MTV următoarele: „Am fost mai îngrijorat pentru că ea [Knowles] ar crede faptul că noi am făcut-o. De multe ori compozitori sau textieri trimit pe internet înregistrări deoarece cred că în acest fel va fi mai bine. Dar a fost frustrant. [...] Am fost binecuvântat și norocos să am patru cântece pe album [...]. Primul cântec pe care l-am realizat împreună a fost „Save the Hero”. [De asemenea,] am scris „Radio” și am contribuit la „Scared of Lonely”. Odată cu lansarea albumului, structura cântecului a fost schimbată, operându-se o serie de modificări față de versiunea apărută inițial pe internet, totodată numele fiind schimbat în „Sweet Dreams”, titlul său și din momentul de față.
Despre înregistrare Knowles a mărturisit următoarele: „practic, vorbește despre această relație ce este atât de frumoasă încât mă sperie... este un vis plăcut sau un coșmar frumos?”. Producătorul cântecului, Rico Love, s-a declarat mulțumit de colaborarea cu solista, afirmând că „a fost o experiență minunată să lucrez cu unul dintre cei mai mari cântăreți ai tuturor timpurilor. Ea a venit și a înregistrat piesa într-o oră. Trebuia să plece. [...] Nu era pregătită să înregistreze, dar a auzit cântecul și a spus «Hai s-o facem.» De fapt, chiar vocea mea se aude pe fundal”.
Compoziția se află pe cel de-al doilea compact disc al albumului, fiind inclus atât pe ediția standard, cât și pe cea specială, ambele lansate în noiembrie 2008. Versiuni alternative ale materialului de proveniență au fost lansate și în 2009, „Sweet Dreams” găsindu-se pe toate acestea. Un remix oficial a fost inclus pe Above and Beyoncé: Video Collection & Dance Mixes, iar o variantă acustică a cântecului a fost inclusă pe albumul live al solistei, I Am... Yours.

## Structura muzicală
„Sweet Dreams” este un cântec pop scris în tonalitatea Mi minor, ce prezintă o serie de elemente specifice muzicii electropop. În piesă nu sunt incluse secțiuni instrumentale foarte lungi, în același timp fiind incluse și doar câteva sincope. De asemenea, sunt utilizate în mod subtil și armoniile vocale, la care se adaugă elemente de sintetizator și pian acustic. Suportul vocal este asigurat în totalitate de mezzo-soprana Beyoncé Knowles, interpretarea sa fiind una dinamică și dublată prin supraînregistrare. Având o temă romantică, „Sweet Dreams” se diferențiază de alte compoziții de pe jumătatea Sasah Fierce, spre exemplu „Video Phone”.

## Lansare, promovare și recenzii
Inițial, balada „Broken-Hearted Girl”, inclusă pe jumătatea I Am... a albumului, era programată pentru a fi lansată ca cel de-al patrulea single la nivel global și cel de-al șaselea în Statele Unite ale Americii, în ultima regiune fiind acompaniat de înregistrarea „Ego”, trimisă posturilor de radio ce promovează muzica R&B/Hip-hop. Cu toate acestea, planurile anticipate pentru aceasta au fost anulate și „Sweet Dreams” a fost selectat drept înlocuitorul său. Ambele cântece au fost extrase de pe jumătatea Sasha Fierce a materialului de proveniență, lucru ce se află în contrast cu lansările anterioare, „If I Were a Boy”/„Single Ladies (Put a Ring on It)” și „Diva”/„Halo”.
Compoziția a primit în general recenzii pozitive din partea criticilor muzicali de specialitate. Yahoo! Music a considerat că „doar «Sweet Dreams» rivalizează cu «Single Ladies» în materie de energie”. Pitchfork Media cântecului o recenzie favorabilă, incluzându-l în categoria pieselor ascultabile de pe jumătatea „Sasha Fierce”, comparându-l cu o înregistrare a Rihannei. UK Mix compară piesa cu șlagărul „Beat It” al lui Michael Jackson, oferindu-i lui „Sweet Dreams” punctaj maxim (cinci puncte dintr-un total de cinci) și continuând cu remarca: „Per total, acesta trebuie să fie cel mai bun single al ei [artistei] de la «Irreplaceable»”. Digital Spy se declară surprins plăcut de înregistrare, afirmând: „După ce ne-a oferit un cântec pop clasic cu versuri despre inversarea rolurilor între genuri («If I Were a Boy»), cel mai memorabil cântec dance din ultimul timp («Single Ladies») și o baladă puternică («Halo»), este timpul pentru prima înregistrare electropop a lui Beyoncé. [...] Construit pe o linie melodică ce ar fi fost potrivită pe Thriller sau Bad, «Sweet Dreams» te prinde în cursă cu refrenul său irezistibil, care te ține intrigat prin faptul că posedă o undă de întuneric («Ai putea fi visul meu plăcut, sau un coșmar frumos»)”. Website-ul a oferit cântecului patru puncte dintr-un total de cinci, aceasta fiind nota primită de toate celelalte discuri single lansate în Regatul Unit și analizate de Digital Spy. De asemenea, James Montgomery de la MTV a comparat „Sweet Dreams cu înregistrarea „Beat It”, a lui Michael Jackson.
Conform desfășurătorului premiilor americane MTV Video Music Awards din anul 2009, Knowles era programată să interpreteze cântecul în cadrul ceremoniei de decernare a trofeelor din data de 13 septembrie. Cu toate acestea, în timpul alocat prezentării sale a fost interpretat șlagărul „Single Ladies (Put a Ring on It)”, singura porțiune din „Sweet Dreams” inclusă fiind ante-refrenul, ce a fost mutat la începutul recitalului, după care s-a continuat cu „Single Ladies”. Compoziția a fost interpretată și în cadrul turneului de promovare al albumului părinte, I Am... Sasha Fierce, dar și la gala premiilor MTV Europe Music Awards 2009, la care artista a fost recompensată cu trei statuete. Totodată, înregistrarea este folosită într-o reclamă pentru Crystal Geyser, ce o prezintă și pe Knowles.

## Nominalizări și premii
| An   | Ceremonie                        | Secțiunea                                      | Rezultat     | Notă   |
| ---- | -------------------------------- | ---------------------------------------------- | ------------ | ------ |
| 2009 | International Dance Music Awards | Cel mai bun cântec R&B/Dance                   | Nominalizare | [ 38 ] |
| 2009 | Music MP3 Awards                 | Cea mai bună interpretare feminină             | Câștigat     | [ 15 ] |
| 2009 | OVMA World Awards                | Cel mai bun costum într-un videoclip (feminin) | Câștigat     | [ 16 ] |
| 2010 | BET Awards                       | Premiul publicului                             | Nominalizat  | [ 39 ] |

## Ordinea pieselor pe disc
| Nr.                                      | Titlul               | Durată |
| ---------------------------------------- | -------------------- | ------ |
| Descărcare digitală                      |                      |        |
| 01.                                      | „Sweet Dreams” [A]   | 3:28   |
| EP — 1 distribuit în Europa              |                      |        |
| 01.                                      | „Sweet Dreams” [B]   | 6:18   |
| 02.                                      | „Sweet Dreams” [C]   | 7:05   |
| 03.                                      | „Sweet Dreams” [D]   | 5:11   |
| 04.                                      | „Sweet Dreams” [E]   | 8:39   |
| 05.                                      | „Sweet Dreams” [F]   | 7:09   |
| 06.                                      | „Sweet Dreams” [A]   | 3:27   |
| EP — 2 distribuit în Europa              |                      |        |
| 01.                                      | „Sweet Dreams” [G]   | 7:07   |
| 02.                                      | „Sweet Dreams” [H]   | 3:37   |
| 03.                                      | „Sweet Dreams” [III] | 7:38   |
| 04.                                      | „Sweet Dreams” [J]   | 5:38   |
| 05.                                      | „Sweet Dreams” [A]   | 3:28   |
| Disc de vinil distribuit în Regatul Unit |                      |        |
| 01.                                      | „Sweet Dreams” [A]   | 3:28   |
| 02.                                      | „Sweet Dreams” [G]   | 7:07   |
| 03.                                      | „Sweet Dreams” [III] | 7:38   |
| 04.                                      | „Sweet Dreams” [J]   | 5:38   |

| Nr.                                            | Titlul             | Durată |
| ---------------------------------------------- | ------------------ | ------ |
| Single digital distribuit în Germania          |                    |        |
| 01.                                            | „Sweet Dreams” [A] | 3:29   |
| 02.                                            | „Sweet Dreams” [C] | 3:10   |
| 03.                                            | „Ego” [K]          | 3:57   |
| 04.                                            | „Ego” [L]          | 4:43   |
| 05.                                            | „Sweet Dreams” [M] | 4:00   |
| 06.                                            | „Ego” [N]          | 4:52   |
| Disc „Ego”/„Sweet Dreams” distribuit în S.U.A. |                    |        |
| 01.                                            | „Ego” [K]          | 3:57   |
| 02.                                            | „Ego” [O]          | 8:22   |
| 03.                                            | „Ego” [P]          | 6:18   |
| 04.                                            | „Sweet Dreams” [A] | 3:29   |
| 05.                                            | „Sweet Dreams” [D] | 5:14   |
| 06.                                            | „Sweet Dreams” [Q] | 6:36   |
| Disc single distribuit în Australia            |                    |        |
| 01.                                            | „Sweet Dreams” [A] | 3:28   |
| 02.                                            | „Sweet Dreams” [R] | 3:35   |

Specificații
| - A ^ Versiunea de pe albumul de proveniență, I Am... Sasha Fierce. - B ^ Remix „Medicin Club Remix”. - C ^ Remix „Groove Police Club Remix”. - D ^ Remix „Ok Dac Club Remix”. - E ^ Remix „DJ Escape & Tony Coluccio Club Remix”. - F ^ Remix „Maurice's NuSoul Club Remix”. - G ^ Remix „Dave Spoon Remix”. - H ^ Remix „Steve Pitron & Max Sanna Remix - Radio Edit”. - III ^ Remix „Steve Pitron & Max Sanna Club Remix”. | - J ^ Remix „Oli Collins & Fred Portelli Remix”. - K ^ Versiunea de pe albumul de proveniență, I Am... Sasha Fierce. - L ^ Remix în colaborare cu Kanye West. - M ^ Videoclip. - N ^ Videoclipul versiunii alături de Kanye West. - O ^ Remix „DJ Escape & Johnny Vicious Club Remix”. - P ^ Remix „Slang "Big Ego" Club Remix”. - Q ^ Remix „Karmatronic Club Remix”. - R ^ Remix „Steve Pitron & Max Sanna Remix”. |

## Videoclip
Videoclipul a avut premiera pe data de 9 iulie 2009, prin intermediul postului de televiziune american MTV. Un scurtmetraj ce reliefa diferite aspecte din timpul filmărilor a fost trimis pe internet în încă din luna iunie a aceluiași an. Materialul promoțional nu a fost inclus pe albumul Above and Beyoncé: Video Collection & Dance Mixes, întrucât nu a fost finalizat în timp util. Cu toate acestea, scene din videoclip au fost prezentate în cadrul unui scurtmetraj de pe DVD-ul colecției amintite, în timp ce un remix al compoziției a fost inclus pe compact discul oferit în paralel cu ansamblul de materiale promoționale filmate pentru albumul I Am... Sasha Fierce. Dintre toate videoclipurile realizate pentru acest proiect, „Sweet Dreams” este cel de-al treilea care nu se bazează în principal pe efectul alb-negru, urmându-le scurtmetrajelor create pentru „Halo” și „Broken-Hearted Girl” (fiind urmat ulterior și de cele pentru „Video Phone” și „Why Don't You Love Me”). Scurtmetrajul a fost regizat de Adria Petty și filmat în Brooklyn, New York, Statele Unite ale Americii. Conform lui Knowles, videoclipul are menirea de „a o duce pe Sasha [Fierce] la nivelul următor”, acesta fiind mult mai „grafic” decât predecesoarele sale.
Materialul promoțional debutează cu prezentarea lui Knowles într-un pat, mișcându-se neliniștită în timp ce în fundal poate fi audiat „Brahm’s Lullaby”. La scurt timp aceasta este surprinsă levitând deasupra patului, fiind transportată (în vis) într-un deșert, unde este acompaniată de două dansatoare, alături de care prezintă un scurt moment coregrafic în același decor. În continuare, solista este surprinsă în fața unui fundal alb, afișată fie în vecinătatea celor două dansatoare, fie alături de un grup de dubluri ale sale. În cadrul aceleiași scene ea este surprinsă în timp ce distruge o oglindă. Spre finalul videoclipului este prezentată într-un costum auriu, realizat de designerul francez Thierry Mugler și purtând accesorii create de Jules Kim.
Percepția asupra scurtmetrajului a fost preponderent pozitivă, Bill Lamb de la About.com este de părere că „vizionarea videoclipului ce îl însoțește este absolut necesară pentru impactul întreg al lui «Sweet Dreams». Timp de trei minute, când apare într-un costum metalic auriu este clar faptul că urmărim un alt clasic Beyoncé. Ea este în cea mai bună formă a sa ca artist și își asumă riscuri pe care adesea doar cei mai mari artiști și le asumă”, în timp ce MTV a considerat că „«Sweet Dreams» este precum fiecare videoclip Beyoncé incredibil de nebunesc din ultimii trei ani, ceea ce [...] înseamnă că e destul de interesant”. Datorită numărului semnificativ de difuzări înregistrat pe teritoriul Regatul Unit, materialul a urcat pe prima poziție în ierarhia britanică UK TV Airplay Chart, ajungând în fruntea listei atât în luna august, cât și în septembrie 2009.

## Prezența în clasamente
La scurt timp după lansarea albumului de proveniență, în prima parte a anului 2009, „Beautiful Nightmare” s-a bucurat de suficientă atenție pentru a intra într-o serie de clasamente compilate de revista americană Billboard. Astfel, înregistrarea a câștigat locul patruzeci și cinci în Billboard Hot Dance Club Play și pe treapta cu numărul cincizeci și șapte în Billboard Pop Airplay. Odată cu startul promovării propriu-zise a discului single „Sweet Dreams”, acesta a debutat pe locul nouăzeci și șapte în Billboard Hot 100, urcând până pe poziția a zecea, devenind cel de-al patrulea șlagăr de top 10 de pe materialul I Am... Sasha Fierce și cel de-al treisprezecelea din întreaga carieră independentă a solistei. În paralel, cântecul a activat într-o serie de clasamente adiționale, câștigând primul loc în Billboard Hot Dance Club Play (devenind cel de-al unsprezecelea single al lui Knowles ce ocupă această poziție) și treapta secundă în ierarhia ce contorizează difuzările radio. În Canada compoziția a avansat până pe treapta a șaptesprezecea.
La nivel internațional, „Sweet Dreams” a activat similar, reușind să câștige poziții de top 10 într-o serie de liste muzicale din Europa sau Oceania. În ultima regiune s-a bucurat de vânzări notabile, lucru ce a favorizat ascensiunea sa. Astfel, în Australia, cântecul a primit un disc de platină, devenind totodată cel mai bine clasat disc single de pe album în această țară, în timp ce în Noua Zeelandă, a devenit prima piesă a lui Knowles ce ocupă prima poziție de la promovarea șlagărului „Beautiful Liar”. În Europa prezențe notabile au fost înregistrate în țări precum Germania, Irlanda, Regatul Unit sau Spania, în ultimele trei fiind cel de-al patrulea șlagăr de top 10 de pe I Am... Sasha Fierce, după „If I Were a Boy”, „Single Ladies” și „Halo”.

## Clasamente
| Țară (clasament)                      | Poziția maximă | Referință      |
| „Sweet Dreams”                        | „Sweet Dreams” | „Sweet Dreams” |
| ------------------------------------- | -------------- | -------------- |
| Australia (ARIA)                      | 2              | [ 13 ]         |
| Australia (ARIA Urban Chart)          | 1              | [ 58 ]         |
| Australia (Australia Music Weekly)    | 3              | [ 59 ]         |
| Austria (Ö3 Austria Top 40)           | 17             | [ 13 ]         |
| Belgia — Flandra (Ultratop)           | 24             | [ 60 ]         |
| Belgia — Valonia (Ultratop)           | 44             | [ 60 ]         |
| Brazilia (Billboard — Difuzări)       | 2              | [ 61 ]         |
| Brazilia (Brasil Hot 100)             | 16             | [ 62 ] [ 63 ]  |
| Bulgaria (Top 40 Charts)              | 2              | [ 64 ]         |
| Bulgaria (IFPI)                       | 4              | [ 65 ]         |
| Canada (Billboard — Canadian Hot 100) | 17             | [ 13 ]         |
| Cehia (IFPI)                          | 5              | [ 66 ]         |
| Croația (e!Hot)                       | 5              | [ 67 ]         |
| Danemarca (IFPI)                      | 16             | [ 60 ]         |
| Elveția (Media Control)               | 16             | [ 60 ]         |
| Europa APC Charts — Euro 200)         | 7              | [ 68 ]         |
| Europa (Billboard — European Hot 100) | 7              | [ 69 ]         |
| Franța (SNEP — Descărcări)            | 9              | [ 70 ]         |
| Germania (Media Control)              | 8              | [ 13 ]         |
| Germania (Radio Charts — Difuzări)    | 17             | [ 71 ]         |
| Grecia (Top 40 Charts)                | 10             | [ 72 ]         |
| Grecia (Billboard)                    | 4              | [ 73 ]         |
| Italia (αcharts)                      | 19             | [ 13 ]         |
| Italia (Italia Airplay Top 100)       | 20             | [ 74 ]         |
| Irlanda (IRMA)                        | 4              | [ 13 ]         |
| Irlanda (IRMA — Descărcări)           | 6              | [ 75 ]         |
| Japonia (Billboard – Japan Hot 100)   | 30             | [ 13 ]         |
| Japonia (Top 40 Charts)               | 16             | [ 76 ]         |

| Țară (clasament)                       | Poziția maximă | Referință |
| -------------------------------------- | -------------- | --------- |
| Norvegia (VG Lista)                    | 7              | [ 13 ]    |
| Noua Zeelandă (RIANZ)                  | 1              | [ 60 ]    |
| Noua Zeelandă (Radioscope — Difuzări)  | 1              | [ 77 ]    |
| Olanda (Dutch Top 40)                  | 26             | [ 13 ]    |
| Olanda (Dutch Mega Top 100)            | 46             | [ 60 ]    |
| Polonia (APC Charts)                   | 7              | [ 78 ]    |
| Polonia (Nielsen)                      | 1              | [ 79 ]    |
| Portugalia (APC Charts)                | 5              | [ 60 ]    |
| Regatul Unit (OCC — Difuzări «TV»)     | 1              | [ 50 ]    |
| Regatul Unit (UK Singles Chart)        | 5              | [ 13 ]    |
| Regatul Unit (UK R&B Chart)            | 3              | [ 80 ]    |
| Regatul Unit (UK Download Chart)       | 5              | [ 81 ]    |
| România (Romanian Top 100)             | 35             | [ 82 ]    |
| Rusia (Top Hit)                        | 5              | [ 83 ]    |
| Slovacia (IFPI)                        | 5              | [ 84 ]    |
| Spania (Promusicae)                    | 9              | [ 60 ]    |
| Suedia (Sverigetopplistan)             | 14             | [ 60 ]    |
| S.U.A. (Billboard Hot 100)             | 10             | [ 51 ]    |
| S.U.A. (Billboard Hot Airplay)         | 2              | [ 51 ]    |
| S.U.A. (Billboard Mainstream Top 40)   | 5              | [ 51 ]    |
| S.U.A. (Billboard Hot R&B Songs)       | 48             | [ 51 ]    |
| S.U.A. (Billboard Hot Dance Club Play) | 1              | [ 51 ]    |
| Taiwan (Taiwan Singles Chart)          | 5              | [ 85 ]    |
| Turcia (Billboard — Türkiye Top 20)    | 8              | [ 86 ]    |
| Ungaria (Mahasz — Radios Top 40)       | 4              | [ 87 ]    |
| United World Chart (Media Traffic)     | 11             | [ 13 ]    |
| „Beautiful Nightmare”                  |                |           |
| S.U.A. (Billboard Pop 100 Airplay)     | 57             | [ 51 ]    |
| S.U.A. (Billboard Hot Dance Club Play) | 45             | [ 51 ]    |

## Versiuni existente
| - „Sweet Dreams” (versiunea de pe albumul de proveniență, I Am... Sasha Fierce) - „Sweet Dreams” (remix „Medicin Club Remix”) - „Sweet Dreams” (remix „Groove Police Club Remix”) - „Sweet Dreams” (remix „Ok Dac Club Remix”) - „Sweet Dreams” (remix „DJ Escape & Tony Coluccio Club Remix”) - „Sweet Dreams” (remix „Maurice's NuSoul Club Remix”) | - „Sweet Dreams” (remix „Dave Spoon Remix”) - „Sweet Dreams” (remix „Steve Pitron & Max Sanna Remix - Radio Edit”) - „Sweet Dreams” (remix „Steve Pitron & Max Sanna Club Remix”) - „Sweet Dreams” (remix „Oli Collins & Fred Portelli Remix”) - „Sweet Dreams” (remix „Karmatronic Club Remix”) - „Sweet Dreams” (remix „Steve Pitron & Max Sanna Remix”) |

## Datele lansărilor
| Țara          | Data lansării  | Casă de discuri  | Format              | Referințe     |
| ------------- | -------------- | ---------------- | ------------------- | ------------- |
| Statele Unite | 2 iunie 2009   | Columbia Records | difuzare radio      | [ 1 ] [ 2 ]   |
| Germania      | 13 iulie 2009  | Columbia Records | disc single         | [ 88 ]        |
| Germania      | 17 iulie 2009  | Columbia Records | descărcare digitală | [ 89 ]        |
| Franța        | 17 iulie 2009  | Columbia Records | descărcare digitală | [ 90 ]        |
| Australia     | 24 iulie 2009  | Columbia Records | disc single         | [ 91 ]        |
| Irlanda       | 7 august 2009  | Columbia Records | descărcare digitală | [ 92 ]        |
| Regatul Unit  | 10 august 2009 | Columbia Records | disc single         | [ 93 ]        |
| Regatul Unit  | 10 august 2009 | Columbia Records | descărcare digitală | [ 94 ] [ 95 ] |

## Personal
- Sursă:[4]
- Voce: Beyoncé Knowles
- Voce de acompaniament: Rico Love
- Producător(i): James Scheffer, Wayne Wilkins, Rico Love și Beyoncé
- Împrimat de: Rico Love
- Înregistrat de: Jim Caruana
- Compilat de: James Scheffer și Wayne Wilkins
- Textier(i): Beyoncé Knowles, Jim Jonsin, Wayne Wilkins și Rico Love

## Certificări și vânzări
| \| Țara \| Vânzări/ puncte \| Certificare \| Referințe \| \| ------------- \| --------------- \| ----------- \| --------- \| \| Australia \| +70.000 \| \| [52] \| \| Noua Zeelandă \| +15.000 \| \| [96] \| \| Regatul Unit \| +350.000 \| — \| [97] \| \| Statele Unite \| +1.000.000 \| \| [98][99] \| | Note - reprezintă „disc de platină”; |             |               |
| Țara | Vânzări/ puncte                      | Certificare | Referințe     |
| Australia | +70.000                              |             | [ 52 ]        |
| Noua Zeelandă | +15.000                              |             | [ 96 ]        |
| Regatul Unit | +350.000                             | —           | [ 97 ]        |
| Statele Unite | +1.000.000                           |             | [ 98 ] [ 99 ] |